# Petrarctus rugosus
Petrarctus rugosus is een tienpotigensoort uit de familie van de Scyllaridae. De wetenschappelijke naam van de soort werd in 1837 voor het eerst geldig gepubliceerd door Henri Milne-Edwards.